# Área de superfície corporal
Na fisiologia e medicina, a área de superfície corporal é a área medida ou calculada da superfície do corpo humano. Ela é usada principalmente na pediatria, para cálculo de doses de medicamentos.